# Helvella capucina
Helvella capucina (Lucien Quélet, 1878) din încrengătura Ascomycota, în familia Helvellaceae și de genul Helvella  este o specie saprofită de ciuperci necomestibile. O denumire populară nu este cunoscută. Ea trăiește, probabil și în România, Basarabia și Bucovina de Nord, preponderent în grupuri, pe soluri calcaroase precum în zone răcoroase, mlăștinoase și la marginea cursurilor de apă, la deal adesea pe lângă diverse soiuri de salcie, arin și prin tufișuri de rododendron, iar la munte sub larice și molid până la limita superioară a pădurilor de conifere. Timpul apariției este din iunie până în septembrie (octombrie).

## Taxonomie

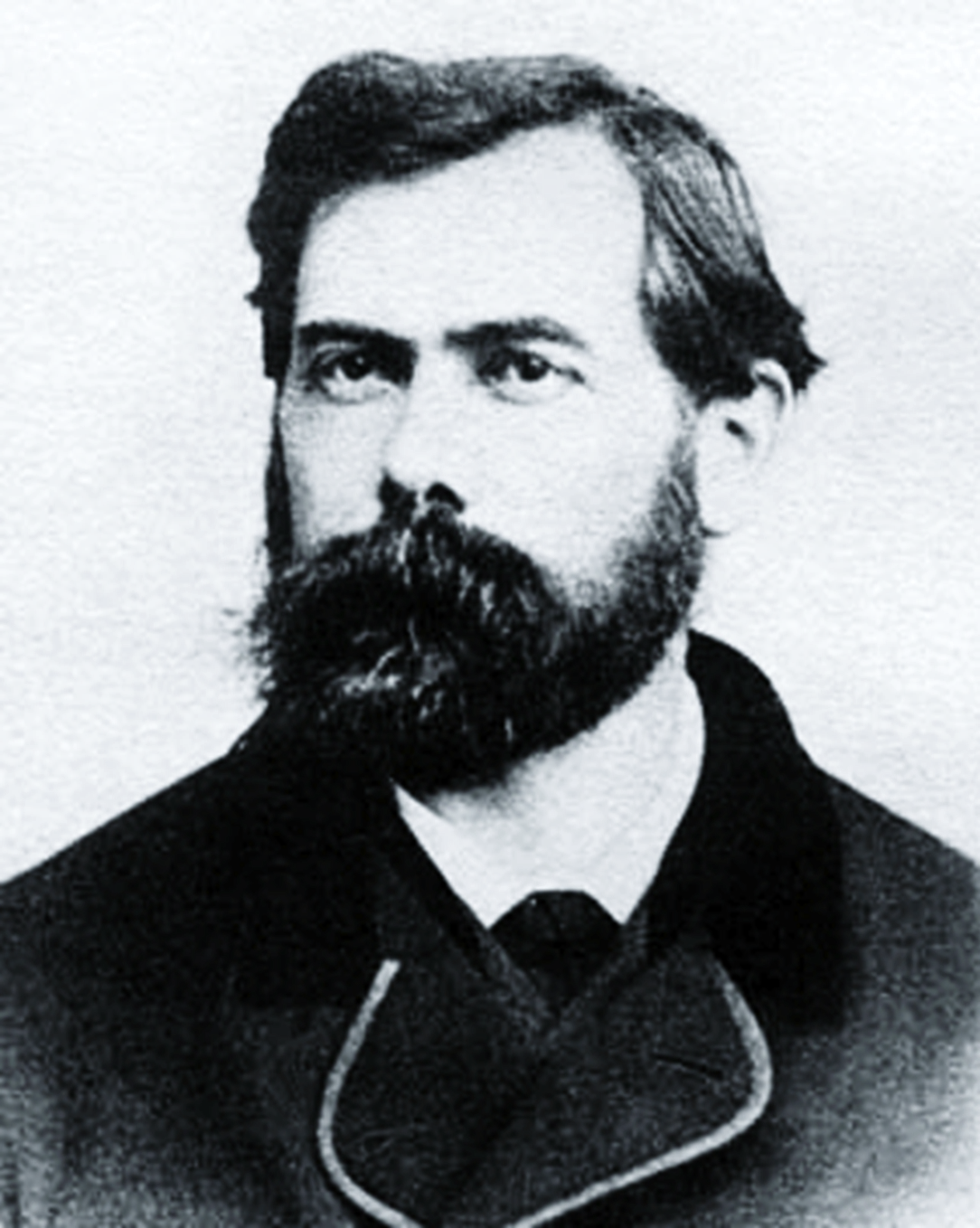
Lucien Quélet

Numele binomial Helvella capucina a fost determinat de micologul francez Lucien Quélet în volumul 24 al jurnalului științific Bulletin de la Société botanique de France din 1878, fiind numele curent valabil (2020). Denumirea Leptopodia capucina, creată de compatriotului său Émile Boudier, de verificat în lucrarea sa Histoire et classification des discomycètes d'Europe din 1907, acceptată sinonim, nu este aplicată.
Alte sinonime nu sunt cunoscute.
Epitetul este derivat din cuvântul neolatin (latină capucinus=capotă, glugă a călugărilor), sau de la un diminutiv latin modernizat care se trage de la  cuvântul latin (latină caput=cap, pălărie), datorită aspectului.

## Descriere

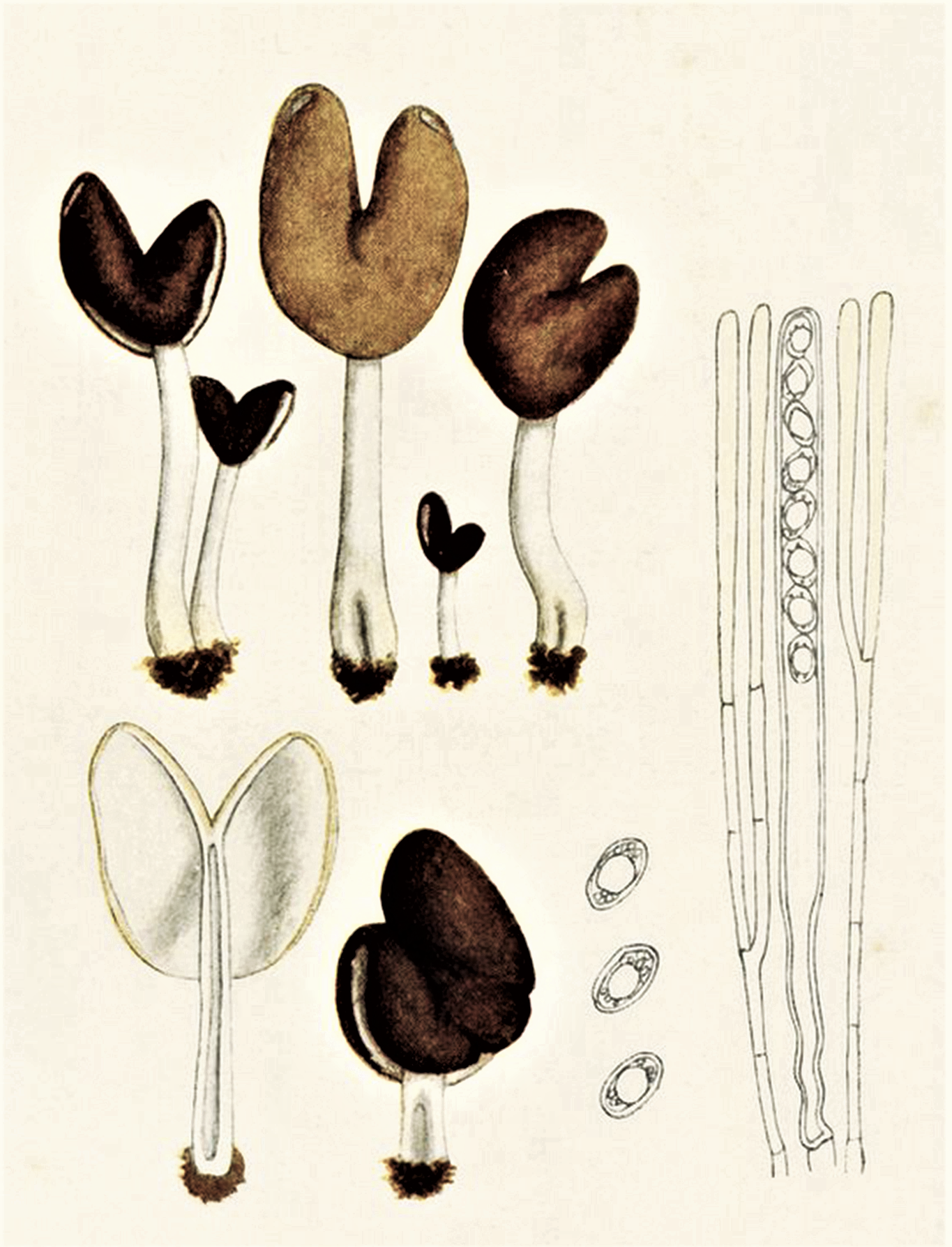
Bres.: Helvella capucina

- Corpul fructifer: cu o dimensiune de 2-3,5cm, este destul de subțire, glabru și festonat, neregulat,  în formă de glugă, uneori chiar și de mitră, cu marginea răsucită pentru mult timp spre inferior, uscat (la umezeală lipicios), de consistență tenace, membranoasă, fiind liber, adică nu atașat de picior. Suprafața superioară, cea sterilă, este ocru-maronie brun-cenușie până brun-negricioasă, iar cea inferioară aproape netedă, doar foarte puțin zgrunțuroasă, fiind acoperită cu un strat fertil și alb ca zăpada.
- Piciorul: de 2-5cm lungime și de maximal 0,5cm grosime este cilindric, nu rar îndoit și la bază ușor îngroșat, cartilaginos, umplut cu o măduvă formată din fire fine, la bătrânețe tubular gol pe dinăuntru, pe exterior văzut superficial neted, dar sub lupă acoperit cu peri scurți, fini și pufoși și de culoare albă ca himeniul precum cu nuanțe maronii spre bază.
- Carnea: albă este destul de elastică și subțire, având un miros aproape neremarcabil, amintind ceva de ceară și fără gust specific.
- Caracteristici microscopice: are spori elipsoidali, netezi, tineri hialini (translucizi) cu o picătură mare în centru, asociată de multe mai mici în jur, având o mărime de 18-24 x 14-16 microni. Pulberea lor est albicioasă. Ascele cilindrice care poartă 8 spori fiecare măsoară 340-360 x 18-24 microni, sunt sinuos-pediculate și mai mult sau mai puțin pliate lateral la bază. Parafizele (celule sterile între asce) cilindrice, ramificate, septate, cu vârfuri largi măsoară 4-6 x 7-9 microni, fiind pigmentate maroniu.[4][5] Excipulum (stratul de țesut exterior al apotecilor opus stratului fructifer) ectale constă din fire compuse din celule eterogene, de obicei clavate, dar și mai mult sau mai puțin alungite, cu capete rotunde, cilindrice dispuse în rânduri perpendiculare pe axa suprafeței cu o dimensiune de 47-77 × 17,57-33,5 microni, iar cel medular are o textură complicată, cu hife mari de 3-4 x 5-6,5 (7) microni. Toate indicările sunt rotunjite.[10][11][12]
- Reacții chimice: nu sunt cunoscute.[4][5]

## Confuzii
Specia poate fi confundată cu specii asemănătoare în majoritate mai mari, cu toate de comestibilitate condiționată respectiv necomestibile ca de exemplu: Helvella atra, Helvella compressa, Helvella elastica, Helvella ephippium, Helvella fusca (comestibilă), Helvella latispora, Helvella macropus, Helvella monachella, Helvella queletii. sau Helvella spadicea.

## Specii de ciuperci asemănătoare

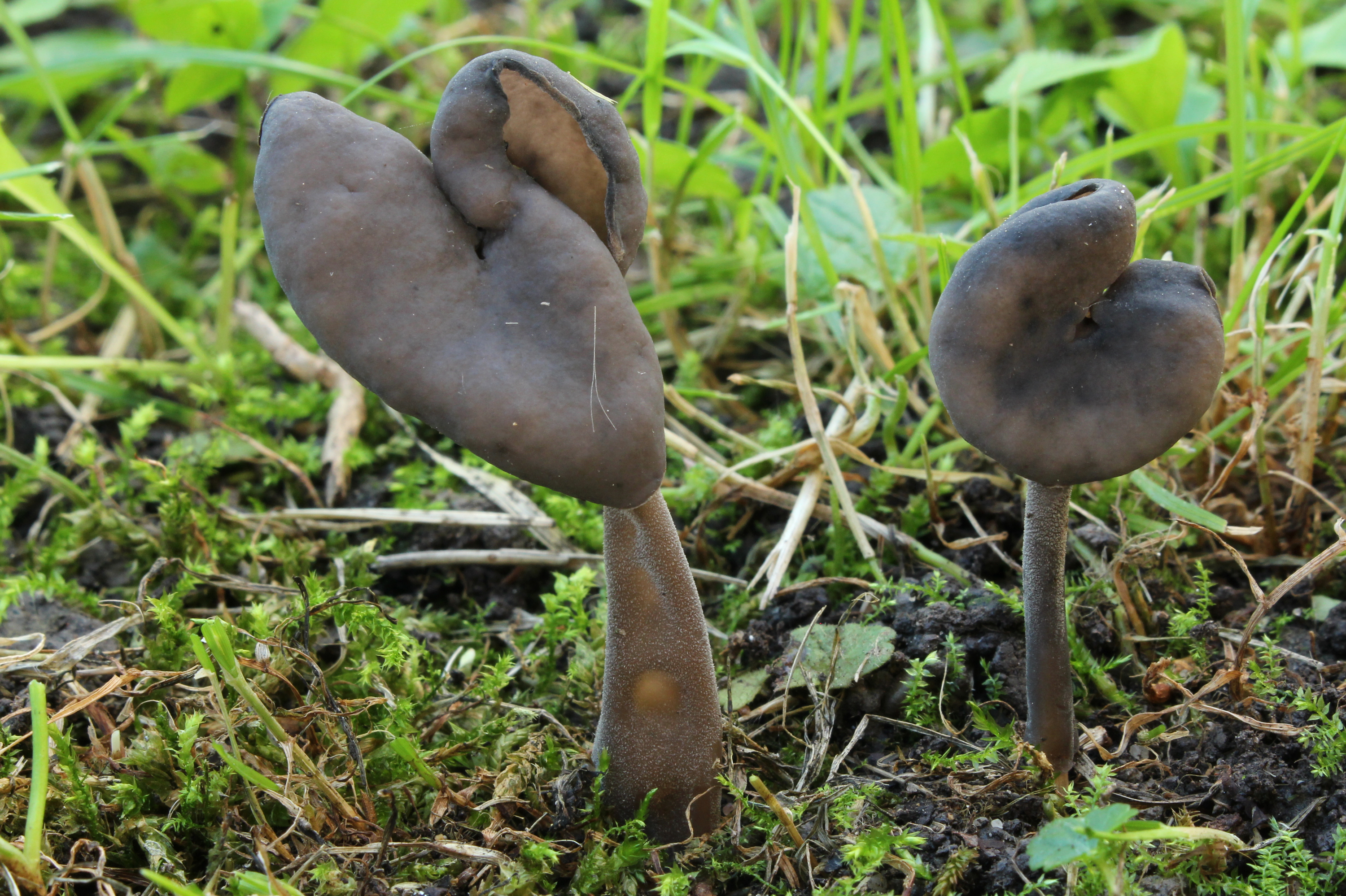
Helvella atra
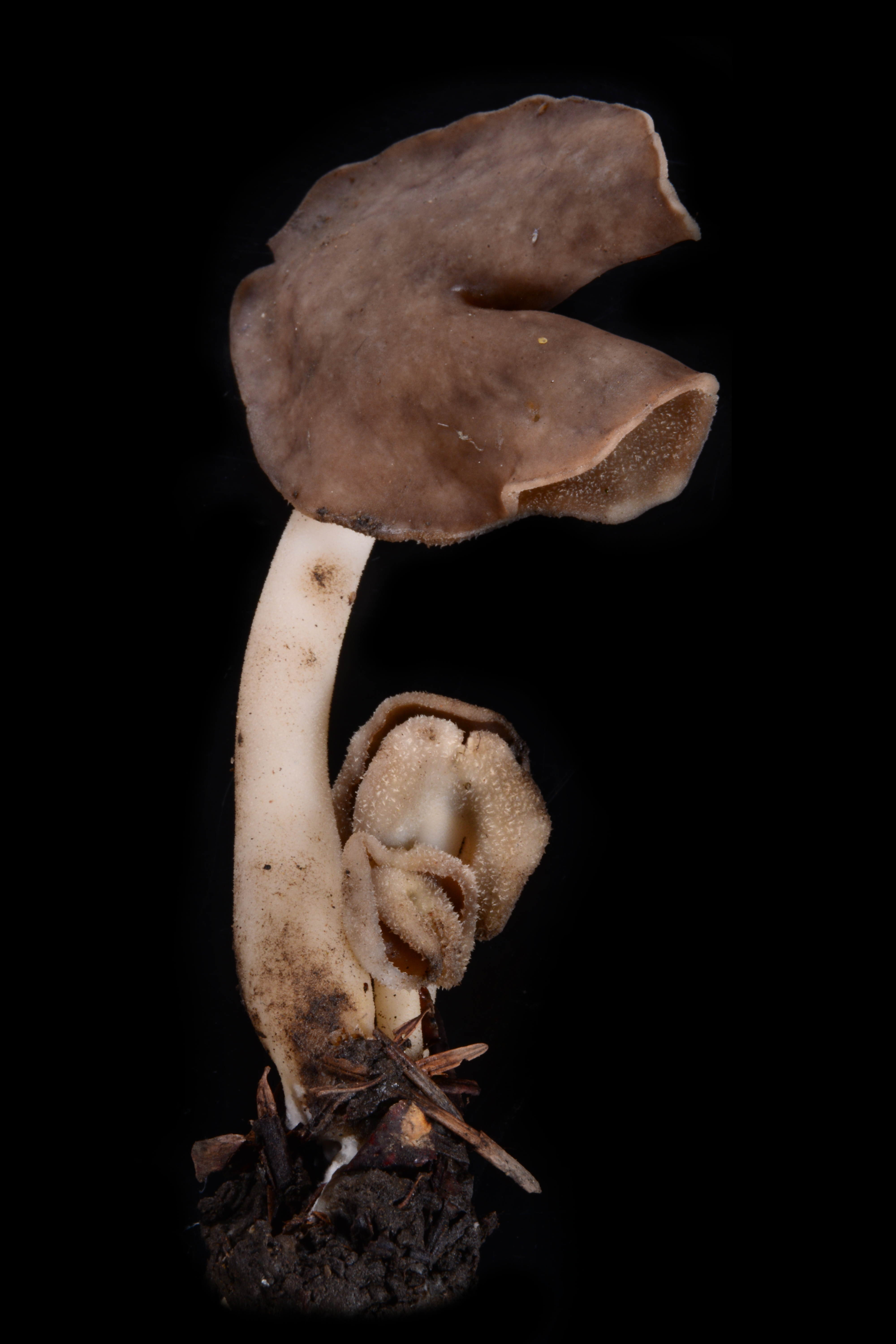
Helvella compressa
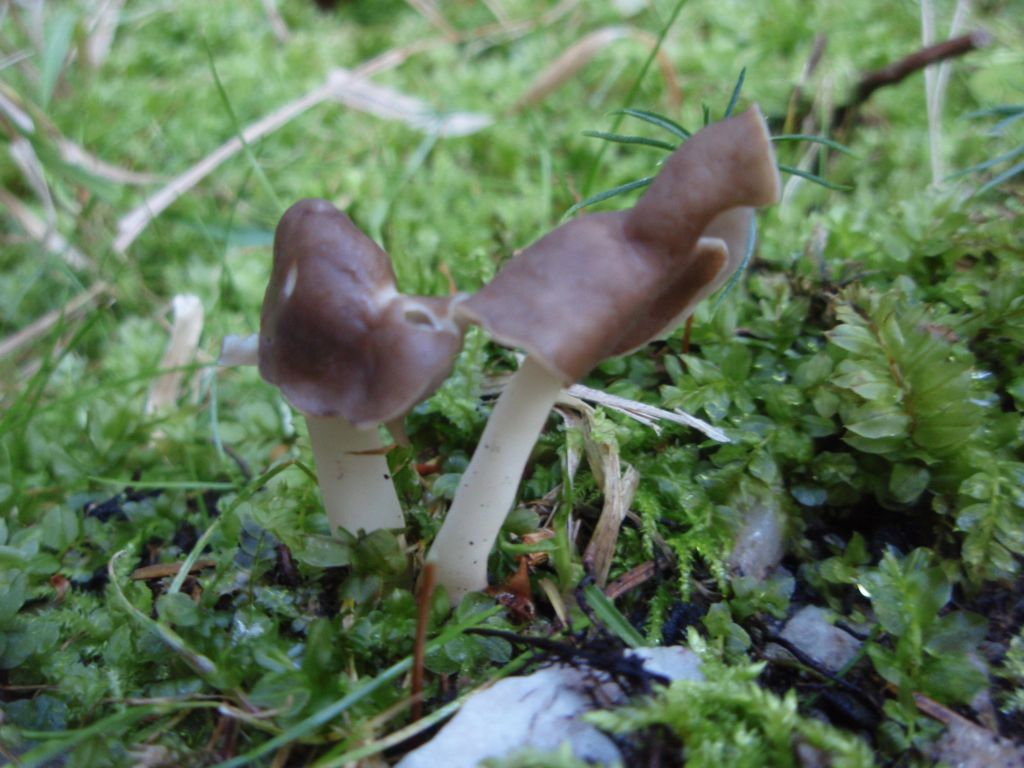
Helvella elastica
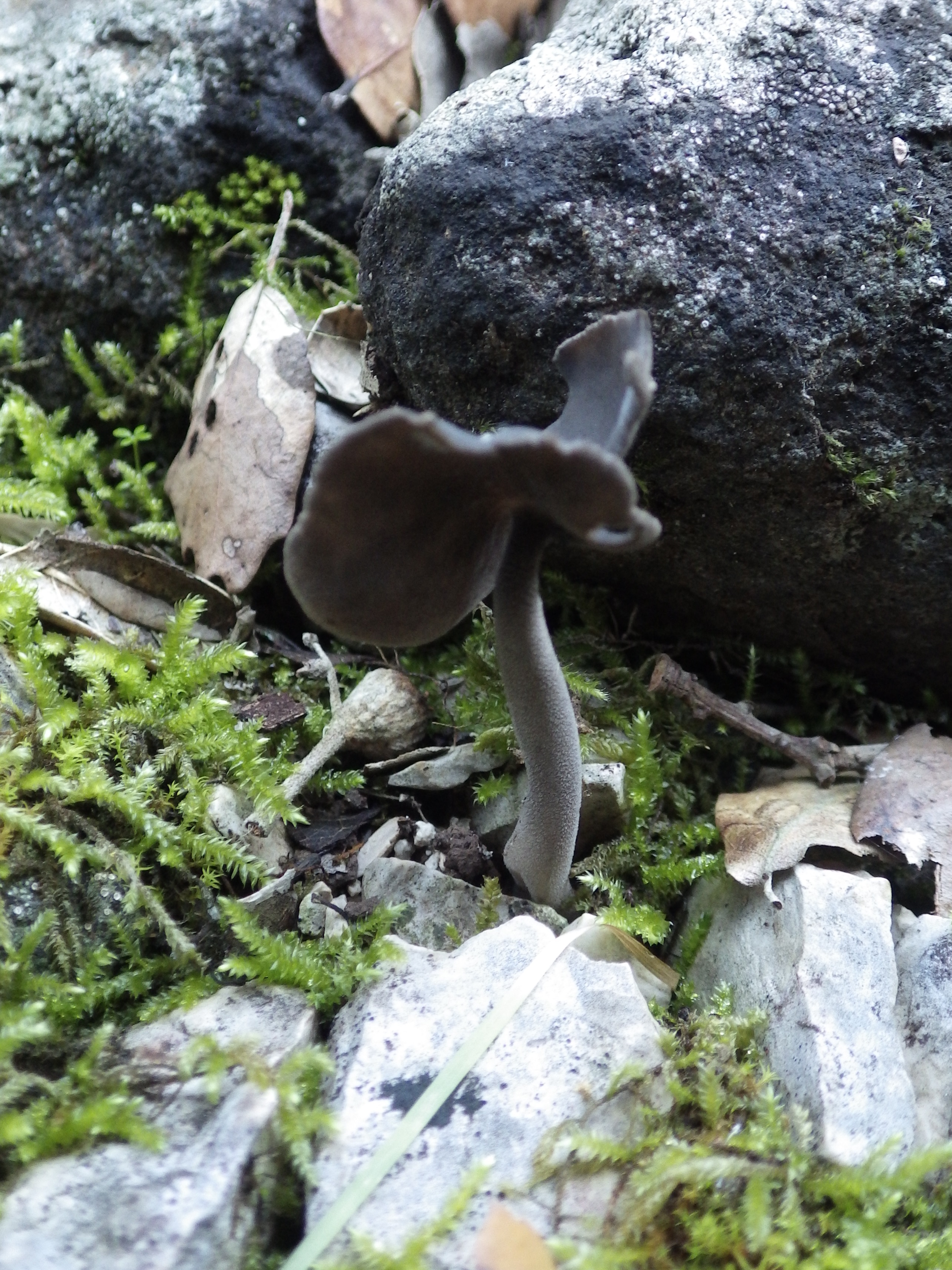
!Helvella ephippium!
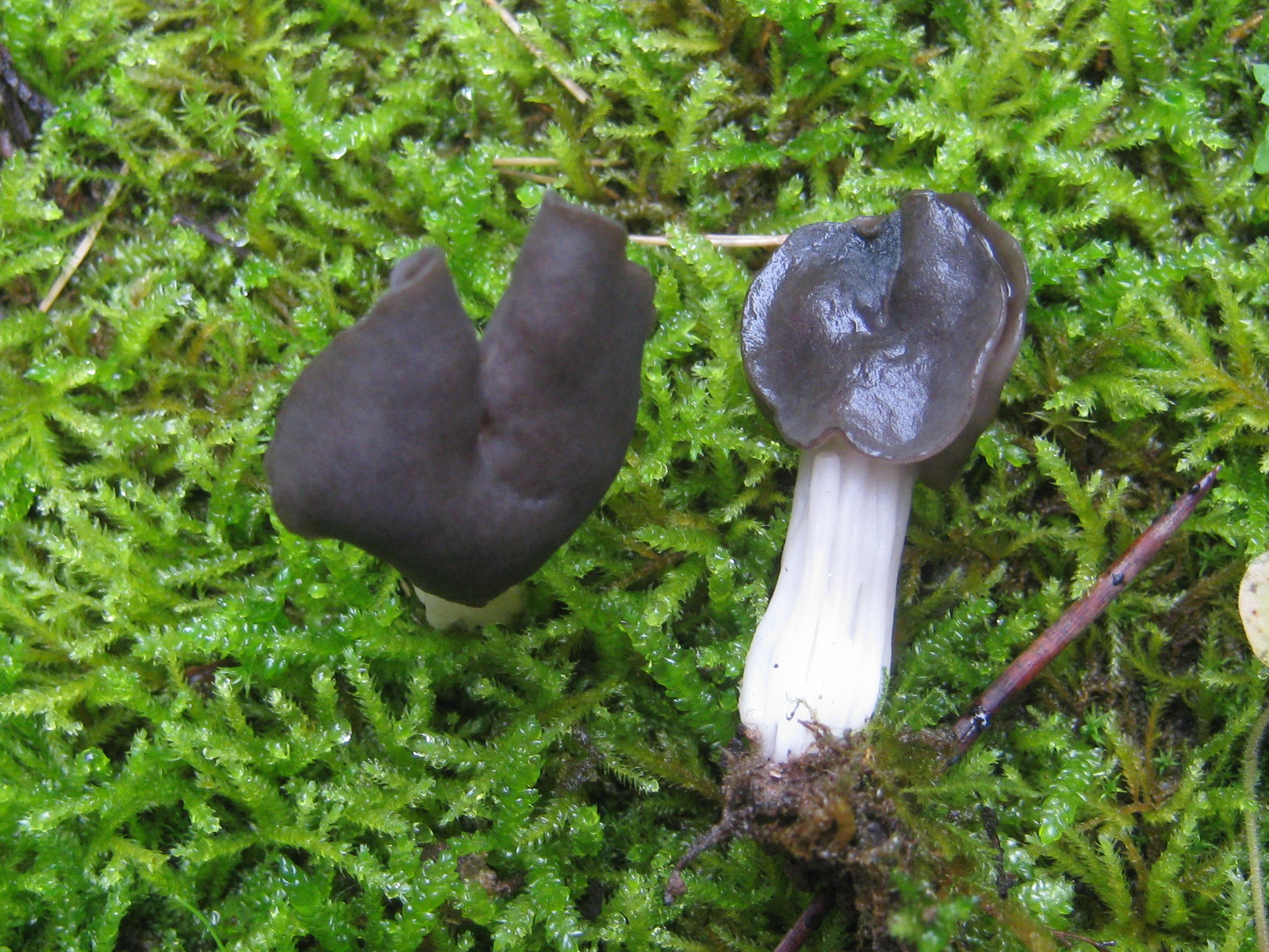
Helvella fusca

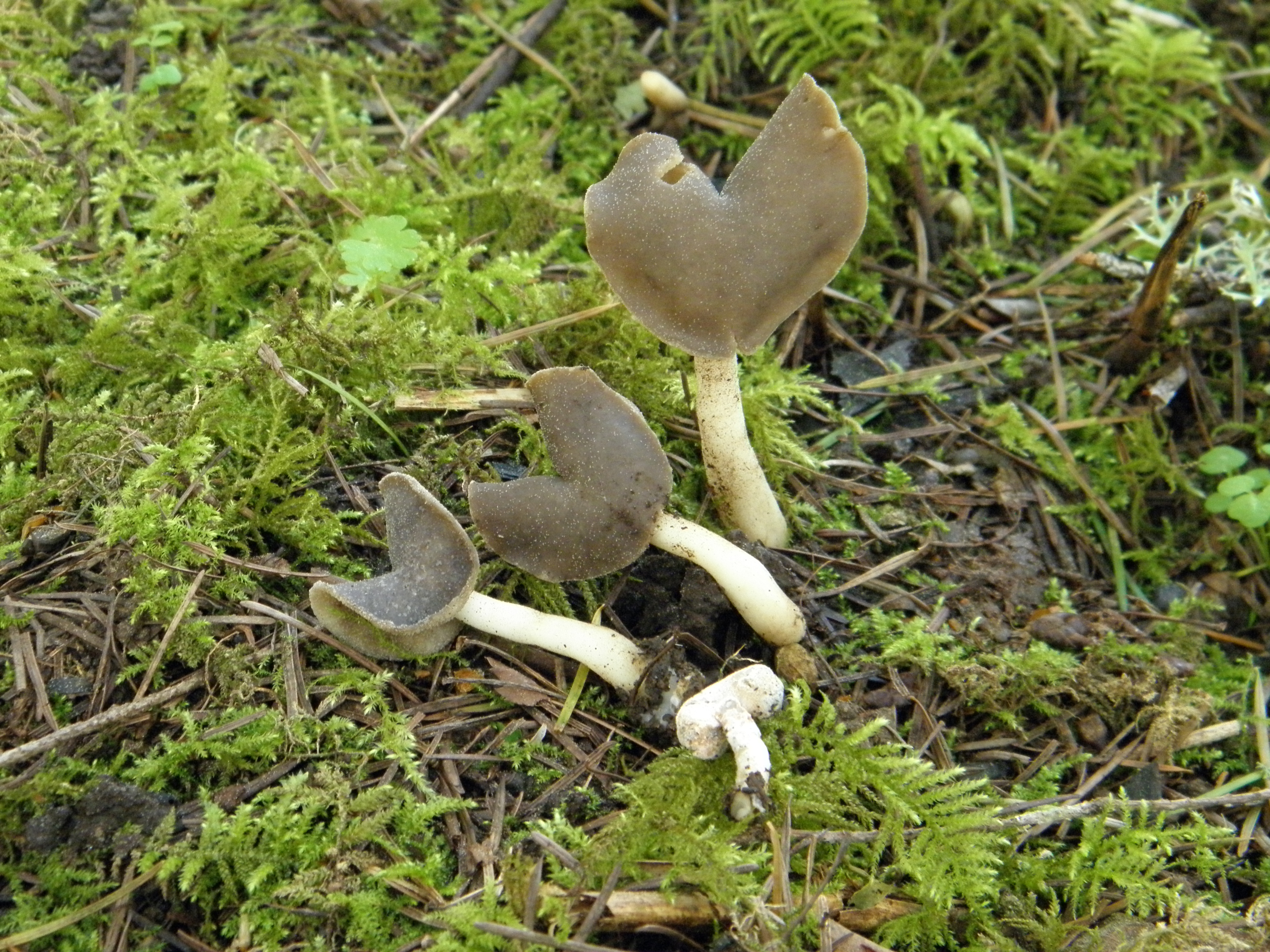
Helvella latispora
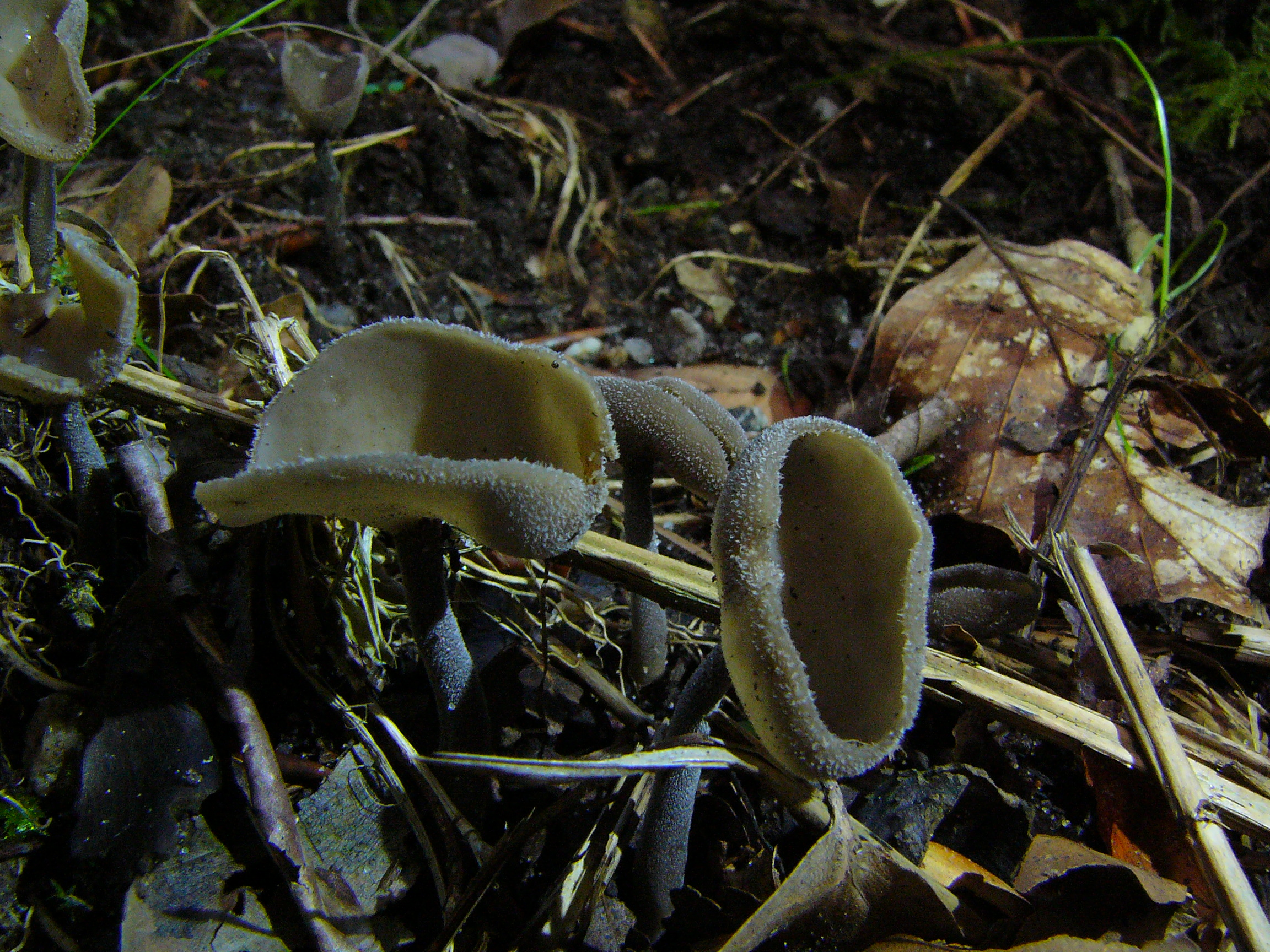
Helvella macropus
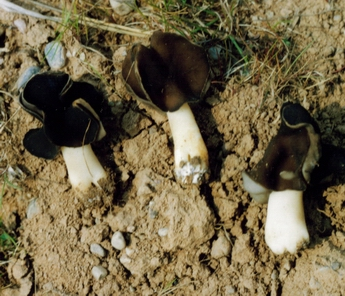
Helvella monachella
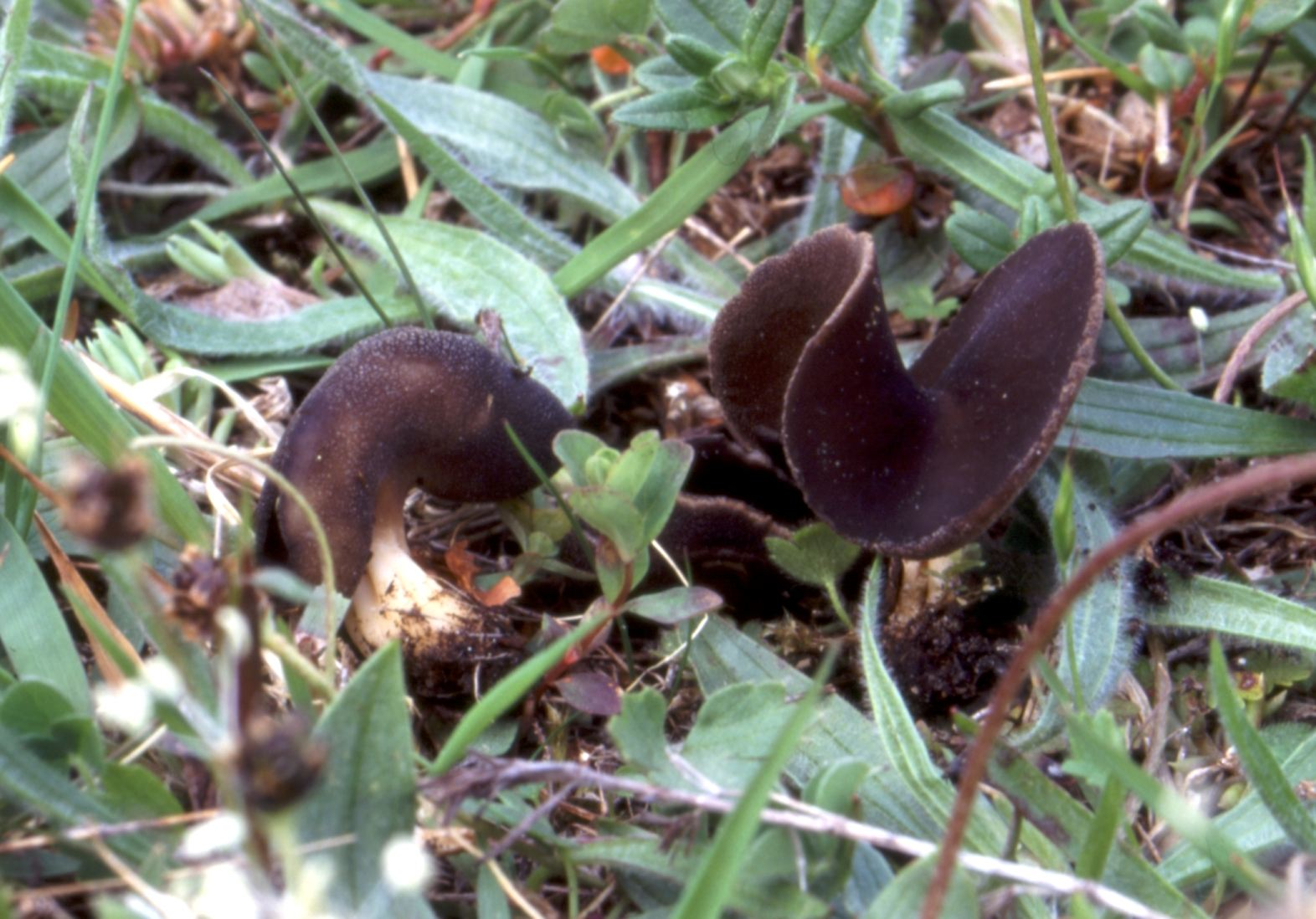
Helvella queletii
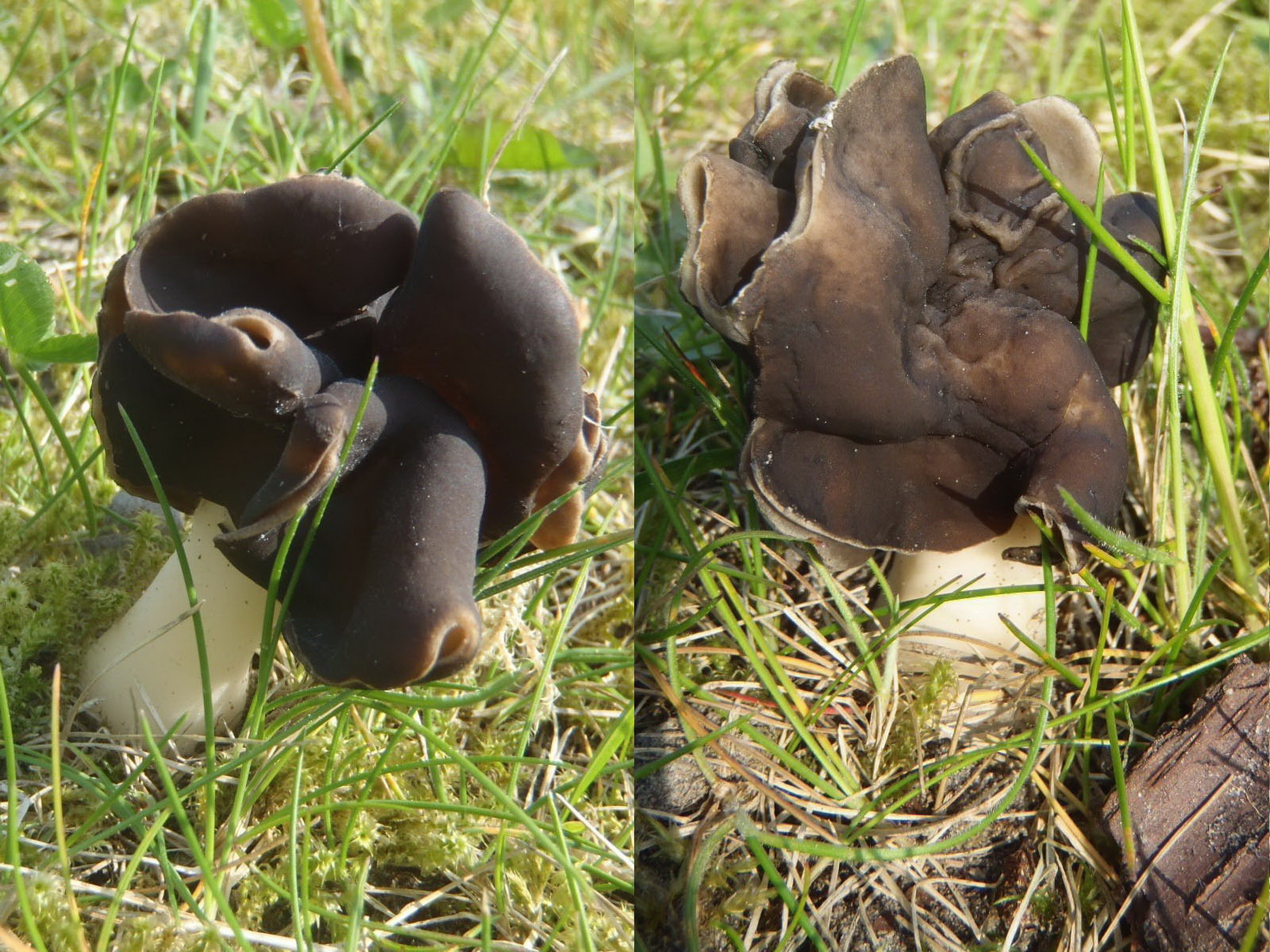
Helvella spadicea

## Valorificare
Helvella capucina nu se recomandä pentru consum, din cauza consistenței cărnii și al mirosului calitate inferioară. În plus conține și ea giromitrină. Dacă totuși cineva ar dori să mănânce ciuperca, atunci ar trebui să se informeze privitor la felul de pregătire, de exemplu în articolul despre Helvella crispa.

## Bibiliografie
- Bruno Cetto: „I funghi dal vero”, vol. 1-7, Editura Arte Grafiche Saturnia, Trento 1976-1993 (pentru cercetarea în total)
- S. P. Abbott & R. S. Currah: „The Helvellaceae: systematic revision and occurrence in Northern and Northwestern North America”, în: „Mycotaxon”, vol. 62, 1997
- E. Bizio, P. Franchi & M. Marchetti: „Appunti di micoflora boreo-alpina”, I.: „Il genere Helvella”, în: „Rivista di Micologia, vol. 41, nr. 3, 1998, p. 227
- P. G. Jamoni: „I funghi dell'ambiente Alpino”, în: „Funghi e Ambiente”, nr. 62-63, 1993, p. 51
- Meinhard Michael Moser: „Kleine Kryptogamenflora der Pilze – vol. II a.: „Höhere Phycomyceten und Ascomyceten”, Editura Gustav Fischer, Jena 1963
- T. Schumacher & K. M. Jenssen: „Discomycetes from the Dovre mountains, central south Norway”, în: „Arctic and Alpine Fungi”, vol. 4, 1992
- N. Van Vooren: „Notes sur le genre Helvella L. (Ascomycota, Pezizales) - 1. Le sous-genre Elasticae”, în: „Bulletin mycologique et botanique Dauphiné-Savoie”, vol. 199, 2010